# Дериват (финанси)
Вижте пояснителната страница за други значения на Дериват.
Финансовите деривати, наричани също дериватни инструменти, са финансови инструменти, чиято стойност е производна от стойността на даден (най-вече финансов) актив. Вместо да търгуват със самия актив, участниците в пазара се договарят за обмяна на пари, активи или друга стойност в бъдещ момент.
Деривативните инструменти включват:
- Форуърден договор
- Фючърсен договор
- Суап
- Опция
- Инвестиционен сертификат, структуриран продукт
- Варант

Финансов инструмент, цената на който е зависима от цената на базовия актив, който стои зад него. Деривативните ценни книжа се промотират като такива, повишаващи пазарната ефективност, макар и напоследък да са обвинявани за повишаване на инфлацията. Благодарение на деривативните ценни книжа се наблюдават бързи пазарни движения, особено що се отнася до пазарните корекции. Най-често използваните базови активи са акциите, облигациите, стоките, валутата, пазарните индекси и лихвените проценти. Най-популярните деривати са опциите, фючърсите и суаповете. Съществуват по-екзотични деривати, базирани върху климата (средните температури, количеството валежи и други). Характерен за дериватите е лостовия механизъм
Дериват е финансов инструмент или друг договор, който притежава всяка
една от следните три характеристики:
- стойността му се променя в отговор на промени в конкретен лихвен процент, цена на финансов инструмент, цена на стока, валутен курс, индекс на цени или проценти, кредитен рейтинг или кредитен индекс, или други променливи, посочени по отношение на нефинансови променливи, когато променливата не се отнася конкретно за страна по договора (наричана понякога „основна“ променлива);
- не изисква първоначална нетна инвестиция или изисква първоначална нетна инвестиция, която е по-малка от необходимата за други видове договори, за които се очаква да реагират по подобен начин на промените в пазарните фактори; и
- се урежда на бъдеща дата и цена

## Критика
Дериватите са често обект на следните критики:

### Списък на търговските загуби
Използването на деривати може да доведе до големи загуби поради използването на левъридж, или заеми. Дериватите позволяват на инвеститорите да печелят с голяма възвръщаемост от малки движения в цената на базовия актив. Въпреки това, инвеститорите могат да губят големи количества, ако цената на свързаните с тях активи, се движи срещу тях значително. Има няколко случая на огромни загуби в деривативни пазари, като например:
- American International Group (AIG) загуби повече от $ 18 милиарда в САЩ чрез дъщерно дружество през предходните три тримесечия на Суап кредитни по подразбиране (CDS). Федералното правителство на САЩ след това даде на компанията $ 85 милиарда в опит за стабилизиране на икономиката преди непосредствения срив на фондовия пазар. Беше съобщено, че продажбата е необходима, тъй като през следващите няколко тримесечия, компанията е вероятно да загуби повече пари.
- Загубата от 7.2 млрд. долара от Société Générale през януари 2008 г. чрез погрешно използване на фючърсни контракти.
- Загубата от 6.4 милиарда щатски долара в проваления фонд Amaranth Advisors през септември 2006 г., когато цената на природния газ се срина.
- Загуба от 4,6 милиарда щатски долара в проваления фонд Long-Term Capital Management през 1998 г.
- Загубата на 1,3 милиарда щатски долара еквивалент в петролните деривати през 1993 г. и 1994 г. от Metallgesellschaft AG.
- Загубата на 1,2 милиарда щатски долара еквивалент в собствения капитал деривати през 1995 г. от Barings Bank.